# ジョセフ＝アントワーヌ・ベル
ジョセフ＝アントワーヌ・ベル（ Joseph-Antoine Bell, 1954年10月8日 - ）はカメルーン出身の元同国代表サッカー選手。ポジションはGK。

## 経歴
フランス国内のクラブを主に渡り歩き、そこでの成功や80年代にアフリカネイションズカップを連覇した事で、アフリカ最高のGKとの呼び声が高いが、カメルーン代表では同じポジションにトーマス・ヌコノという強力なライバルの存在がいた事もあり常時スタメン出場という訳にはいかなかった。

## 所属クラブ
- 1975-1983  ユニオン・ドゥアラ
- 1988-1989  アル・モカウルン・アル・アラブ
- 1985-1988  オリンピック・マルセイユ
- 1988-1989  スポルタン・トゥーロン・ヴァール
- 1989-1991  FCジロンダン・ボルドー
- 1991-1994  ASサンテティエンヌ

## 代表歴

### 出場大会
- カメルーン代表 50試合出場
  - FIFAワールドカップ出場 3回（1982,1990,1994）
  - オリンピック出場 1回（1984）

### 試合数
- 国際Aマッチ（1976年-1994年）[1]

| カメルーン代表 | 国際Aマッチ | 国際Aマッチ |
| 年             | 出場        | 得点        |
| -------------- | ----------- | ----------- |
| 1976           |             |             |
| 1977           |             |             |
| 1978           |             |             |
| 1979           |             |             |
| 1980           |             |             |
| 1981           |             |             |
| 1982           | 0           | 0           |
| 1983           | 0           | 0           |
| 1984           | 6           | 0           |
| 1985           | 1           | 0           |
| 1986           | 0           | 0           |
| 1987           | 0           | 0           |
| 1988           | 4           | 0           |
| 1989           | 3           | 1           |
| 1990           | 0           | 0           |
| 1991           | 4           | 0           |
| 1992           | 4           | 0           |
| 1993           | 5           | 0           |
| 1994           | 4           | 0           |
| 通算           | 31+         | 1+          |

## タイトル

### 代表
- アフリカネイションズカップ　2回（1984,1988）

### クラブ
- アフリカチャンピオンズカップ　1回（1979）
- アフリカ・カップウィナーズカップ　1回（1983）
- カメルーンリーグ　2回（1976,1978）
- エジプト・リーグ　1回（1983）

### 個人
- IFFHS選定20世紀最優秀GK